# Naďa Jirásková
Naďa Jirásková (ur. 1965) – czeska okulistka, profesor medycyny; kierownik kliniki okulistycznej w szpitalu uniwersyteckim w Hradcu Králové.
Dyplom lekarski zdobyła w 1989 na Wydziale Lekarskim Uniwersytetu Karola w Pradze. W latach 1989–1993 pracowała jako lekarz w klinice okulistycznej szpitala w czeskim Uściu nad Łabą. Następnie została zatrudniona w Klinice Okulistycznej Wydziału Lekarskiego Uniwersytetu Karola oraz w szpitalu uniwersyteckim w Hradec Králové. Odbyła zagraniczne staże naukowe w USA i Wielkiej Brytanii. Doktoryzowała się w 1997. W 2004 otrzymała stanowisko docenta, a w 2009 - profesora, na macierzystej uczelni.
W pracy badawczej i klinicznej zajmuje się mikrochirurgią oka, alergologią i immunologią oka, neurookulistyką i przeszczepianiem rogówki. Jest członkinią American Society of Cataract and Refractive Surgery (ASCRS) oraz European Society of Cataract and Refractive Surgeons (ESCRS). Członkini rady naukowej wydawanego od marca 2014 roku polskiego kwartalnika naukowego "OphthaTherapy. Terapie w Okulistyce".
Współautorka trzech wydań podręcznika Kazuistiky z oftalmologie (wraz z P. Rozsívalem, wyd. 2007, 2008, 2010) oraz autorka monografii z zakresu neurookulistyki pt. Neurooftalmologie. Minimum pro praxi (wyd. 2001, ISBN 80-7254-177-3). Swoje artykuły publikowała w takich czasopismach jak m.in. „American Journal of Ophthalmology", „Česká a slovenská oftalmologie", „Documenta Ophthalmologica" oraz „Journal of Cataract and Refractive Surgery".